# Временное правительство Республики Тайвань
Временное правительство Республики Тайвань (кит. 台灣共和國臨時政府) — политическая организация и самопровозглашённое государственно-политическое образование, участвующая в движении за независимости Тайваня и претендующая на формирование суверенной Республики Тайвань. Оно было образовано в начале 1956 года в Японии под руководством Ляо Вэньи, врача-тайваньца, и в больший период своего существования, было одним из самых значимых и крупнейших сил в движении за независимость, обладающая высокой легитимностью.

## Предшествующие события
После продолжительной Гражданская война в Китае, Гоминьдан был вынужден бежать с материкового Китая на остров Тайвань, дабы оставить за собой хотя бы часть территорий и войск. Как итог, это привело к росту националистических идей среди как коренных тайваньцев, так и китайцев, которые считали, что провозглашение нового государства — лучший выход из ситуации, чем нахождения страны в неясном сером и частично-признанном статусе.

## Формирование
После побега Ляо Вэньи в Японию, тот был арестован союзными войсками за «контрабанду и участие в незаконной политической деятельности». Как итог, Ляо в тюрьме смог объединиться с другими политическими заключёнными из Тайваня, сформировав лигу освобождения Тайваня, а уже 17 мая 1950 года, была сформирована Демократическая партия независимости Тайваня, которая, насчитывая более 1400 членов, стала центральной политической силой в движении за независимость, куда ЛОТ быстро вошла, и уже через пять лет, в 1955 году, Ляо Вэньи будет представлять её интересы на международном уровне, в частности, на Азиато-африканской конференции.
ДПНТ считала, что для привлечения общественного внимания, а также формирования некой альтернативы Гоминьдану, сторонники независимости должны создать и всячески поддерживать альтернативное правительство, правительство в изгнании, а также временный парламент, дабы иметь представительство интересов сторонников независимости на высоком уровне.
Как итог, 1 сентября 1955 года, было сформировано Временное национальная ассамблея Республики Тайвань, которая приняла на себя роль временного парламента суверенной Республики Тайвань. Уже 27 ноября, ВНАРТ приняла и ратифицировала Договор об организации Временного правительства Тайваньской Республики, передав исполнительные полномочия — правительству, а себя установив в качестве парламента де-юре, переименовавшись во Временное Национальное Собрание Республики Тайвань.
15 января, ПДНТ, совместно с ВНСРТ объявили об официальном формировании первого временного правительства, а 28 февраля им был избран первый председатель, а генеральный секретарь правительства, а также министерства и комитеты.

## Деятельность
Всю свою деятельность, временное правительство посвятила требованию независимости Тайваня на основе права национального самоопределения народов. Многие из членов ВПРТ являлись этническими тайваньцами, а также тайваньскими политическими деятелями, которые бежали в Японию после событий 1945 — 1949 годов. Основную поддержку ВПРТ оказывали бизнесмены Японии и Республики Китай, а также студенты-тайваньцы.
1 августа, Временное правительство вместе с ВНСРТ приняли Временную конституцию Республики Тайвань, согласно которой, Тайваньская Республика будет являться правопреемником Королевства Дуннин и Демократической Республики Тайвань.
Сразу после своего формирования, ВПРТ заполучила под свой контроль газету — Тайвань-Минпо (The Taiwan-Minpo).
Временное правительство, само по себе, не было признано ни одной страной мира, но как это случилось с Правительством Тибета в изгнании или Правительством Восточного Туркестана в изгнании, она поддерживалась абсолютным большинством своих этнических представителей, а некоторые страны западного блока и азиатского региона принимали его за легитимное правительство в изгнании. К примеру, 31 августа 1957 года, премьер-министр Малайи Тунку Абдул Рахман, пригласил именно Ляо Вэньи на празднование независимости своего государства, в качестве представителя от Тайваня. ВПРТ также имела и своих послов в абсолютном большинстве стран юго-восточной Азии.
Активно, временное правительство занималось и агитацией — возвращающиеся китайцы и тайванцы на остров, вербовались ВПРТ и занимались агитированием с целью создания прочной базы для своей власти на самом Тайване. Так, Хуан Цзинань, Ляо Шихао и Чжун Цяньшунь являлись руководителями сети и представителями временного правительства на самом острове, руководя отделениями (и сами являясь лидерами столичного отделения в Тайбэе). Например, Кай Джозеф руководил отделением в Килунге, Вэнь Яньсин управлял внутренними (центральными) районами острова, а Сюй Чаоцин и Сюй Цзяньсюн отвечали за Тайань, Цзяи и Гаосюн. Также в частности, радикальное крыло ВПРТ, занималось подготовкой государственного переворота и убийства Чан Кайши и Чан Цзинго, но это и привело к быстрому утере контроля над островом — организация была уничтожена и репрессирована Гоминьданом, причём полностью, а новые сети и контролируемые поселения на острове также быстро уничтожались, как это было в 1962 и 1970 годах.
Организация своей деятельностью спровоцировало громкое дело о независимости Тайваня, когда произошёл один из самых массовых внутренних терроров и репрессий в среде офицеров военно-морского флота, ибо ряд офицеров симпатизировали ВПРТ, и даже привезли с собой их книги.

## Роспуск
После своих поражений на острове, ВПРТ сталкивается с финансовыми трудностями и внутренними разногласиями, а костяк движения за независимость переходил из Японии в США. Началом конца можно считать, когда первый председатель ВПРТ, Ляо Вэньи, прибыл на Тайвань и сдался правительству Китайской Республики, а внутри ВПРТ и ВНСРТ произошли кадровые перестановки, что повлекло застой и поток сдающихся (в 1966 году У Чжэньнань, замглавы ВПРТ сдался правительству Китайской Республики).
В 1976 и 1977 году, важнейшие члены ВПРТ и ВНСРТ умирают, как это случилось с его председателями, из-за чего временное правительство принимает решение о самороспуске.

## Председатели ВПРТ
- Ляо Вэньи, 28 февраля 1956 года — 14 мая 1956 года;
- Го Тайчэн, 15 июля 1956 года — 8 октября 1976 года;
- Линь Тайюань, 8 октября 1976 года — 7 января 1977 года.